# Domingo Izquierdo y García Escudero
Domingo Izquierdo y García Escudero   (Viniegra de Abajo, 1 d'agost de 1743 - València, 22 de desembre de 1807) fou un militar castellà de finals del segle xviii i començaments del segle xix. Va lluitar a la Guerra Gran i en desembre de 1794 fou encarregat de la defensa del castell de Roses, que el febrer de 1795 va haver de lliurar als francesos. Fou ascendit a tinent general i en 1795 encarregat de defensar Pamplona contra els francesos. Després també va participar en el setge de Toló. De 1799 a 1800 fou capità general de Catalunya i de 1803 a 1807 fou capità general de València. Era cavaller de l'Orde de Sant Joan.